# Born Into Exile

Born Into Exile est un téléfilm américain réalisé par Eric Laneuville et diffusé en 1997.

## Synopsis
Une relation entre la fille et le gars et alors que la mère de la fille est interposant.

## Fiche technique
genre : Drame

## Distribution
- Mark-Paul Gosselaar : Chris
- Gina Philips : Holly Nolan
- Seann William Scott : Derek
- Talia Shire : Donna Nolan